# Histoire du cinéma d'animation
L'animation est l'appellation générique des techniques utilisées dans les films pour donner l'illusion du mouvement à une suite chronologique de représentations (dessins, peintures, objets, personnages) représentant les différentes positions d'un être vivant ou d'un objet, supposé entreprendre un geste, une mimique, un déplacement ou une quelconque transformation.

## Objets et croyances
Depuis la nuit des temps, l’humanité suppose que les objets ont leur propre vie et qu’ils sont capables d’entrer en contact avec nous et même d’intervenir dans notre existence. Au cœur du chamanisme, qui est certainement le mode de croyance le plus ancien, non seulement l’animal – aussi petit soit-il - a la même importance que l’Homme, mais les objets ne sont pas moins respectables et doués de pouvoirs naturels. Michael Harner, grand maître chaman américain, conseille aux nouveaux initiés : « La pierre que vous avez trouvée est un outil qui vous permettra de voir l’avenir. D’après les peuples indigènes du monde entier, toutes les choses de la nature sont vivantes ; elles ont leur place et leur sens ».[pertinence contestée]

## Origines de la représentation du mouvement

### Théorie dans les peintures rupestres

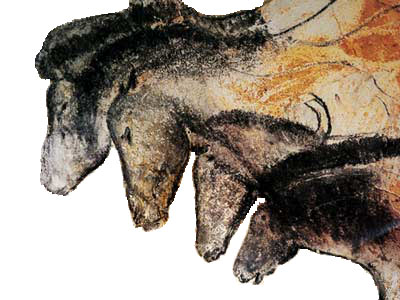
Chevaux de la grotte Chauvet.

Il y a 20 à 30 000 années, les hommes dessinaient sur les parois rocheuses les représentations des animaux qu’ils chassaient ou qu’ils craignaient. En France, la grotte Chauvet, située en Ardèche, comporte plus de 400 dessins d’animaux, parfois exécutés l’un à côté de l’autre, comme multipliés. Leur étude a fait avancer une théorie selon laquelle ces dessins étaient une manière de figurer le mouvement des animaux. Le photographe Marc Azéma a relié à la même échelle, par informatique, la reproduction de certaines peintures. Il émet l'hypothèse que le ou les auteurs des peintures cherchaient à figurer le mouvement des animaux en juxtaposant plusieurs fois la représentation d'un même sujet. Pour lui, le mouvement obtenu était ce que recherchaient le ou les auteurs des peintures, allant jusqu'à déceler dans les œuvres pariétales les prémisses du travelling.
Selon d'autres chercheurs, tels que Gilles Deleuze, il faut se garder de chercher de telles traces d'un cinéma des cavernes. « Quand on s'interroge sur la préhistoire du cinéma, il arrive qu'on tombe dans des considérations confuses, parce qu'on ne sait pas où faire remonter ni comment définir la lignée technologique qui le caractérise. Alors, on peut toujours invoquer les ombres chinoises ou les systèmes de projection les plus archaïques ». L'environnement culturel et technologique ne permet pas d’imaginer une volonté de mise en mouvement, réelle ou illusoire.

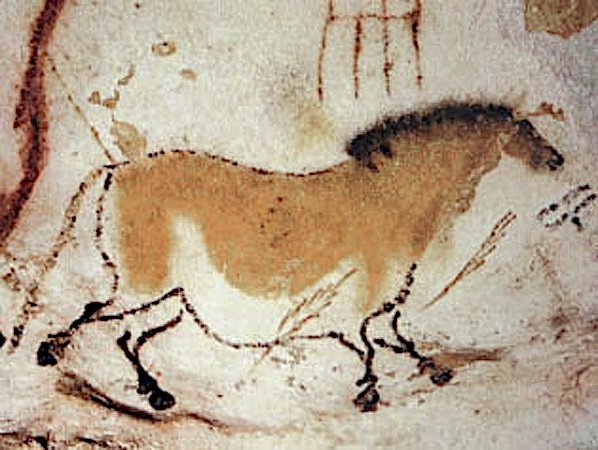
Cheval de la grotte de Lascaux.

Pour eux, Marc Azéma, en pensant « animation », est un homme du XXIe siècle, habitué aux modèles de l'image animée, cinéma et télévision, et se livrerait à une interprétation anachronique du travail des artistes de la grotte Chauvet. Ainsi, Yves Coppens voit, dans ces successions d'images d'un même sujet, un signe des capacités d'observation aiguisées des artistes, « signant un vrai savoir naturaliste ». Marcel Otte va dans ce sens en soulignant la fonction éducatrice des images pariétales, en quelque sorte une bibliothèque à l'usage des générations montantes « On peut dire qu'en elles le temps s'immobilise ». La reprise de certaines postures animales juste à côté d’un premier dessin, peut laisser supposer qu'il ne s'agit que d'une série de tentatives visant à mieux représenter le sujet ou peut-être de renouveler leurs invocations magiques. Dans le film Corpus Lascaux de Mario Ruspoli, en 1980, figure un cheval dit « renversé », que l'on ne peut voir d'un seul coup d'œil car il est littéralement enroulé autour d'une paroi convexe. On le découvre en sa totalité en contournant la paroi, en se déplaçant soi-même. Yves Coppens reconnaît en ce déplacement le mouvement caractéristique de déplacement de l'œil au cours de la lecture d'un texte. Il compare donc davantage la représentation du mouvement dans les peintures rupestres à une bibliothèque regroupant différentes vues d'un même sujet plutôt qu'à un essai primitif de cinéma. Le dessinateur invitait ses semblables à découvrir le sens de son dessin mystérieux en bougeant eux-mêmes.

### Vase de Shahr-e Sokhteh

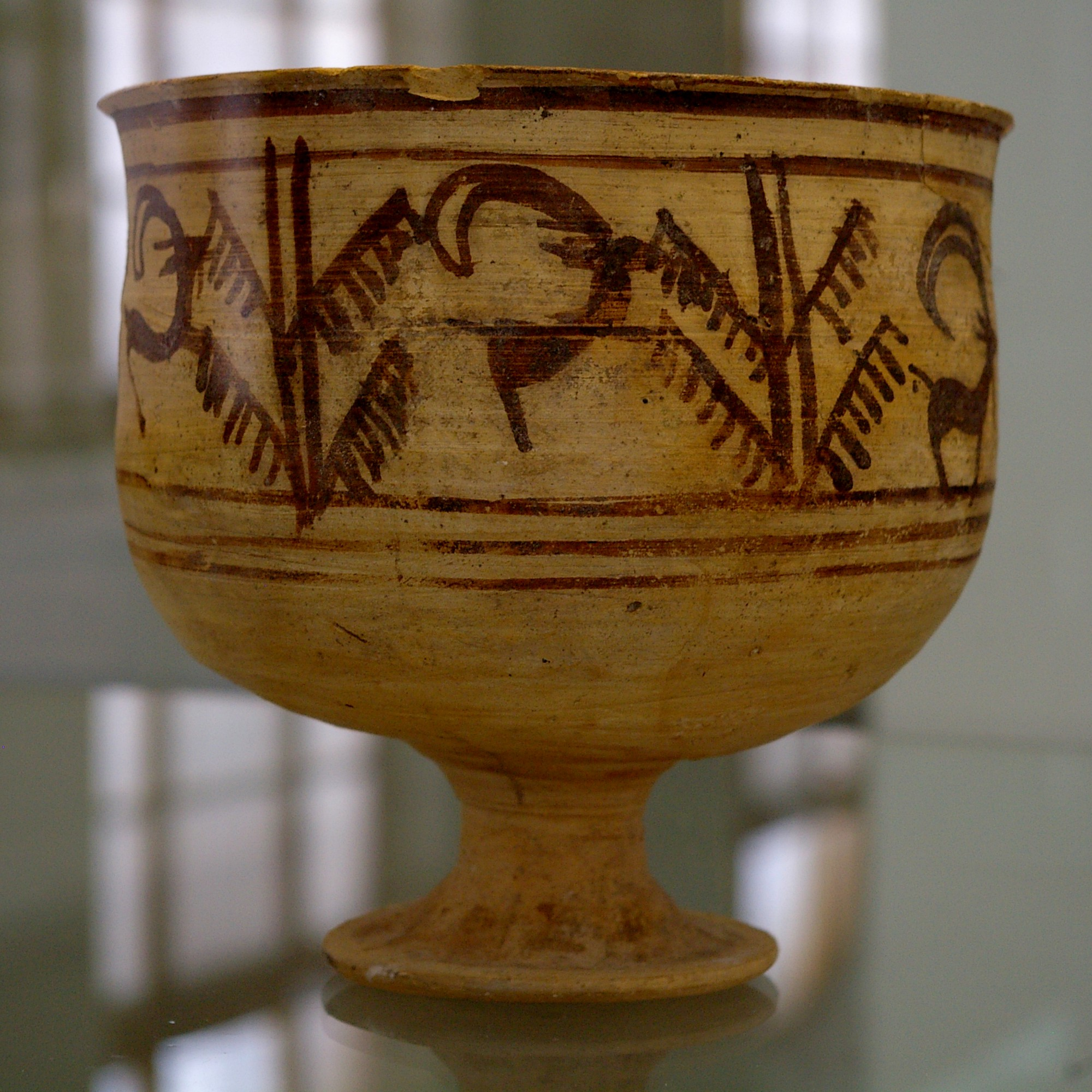
Vase en terre cuite (- 2500 ans av. J.-C.).

Animation moderne de la chèvre.

Des fouilles entreprises dans les années 1960-1970 sur les ruines de Shahr-e Sokhteh, ont mis au jour un vase en terre cuite décoré de cinq vignettes qui représentent les phases du saut d’une chèvre attrapant le feuillage d’un arbuste.
Un photographe moderne a reproduit ces cinq vignettes et les a mises en mouvement sur ordinateur : la chèvre saute pour saisir une feuille, et reprend contact avec le sol, en boucle. Il n’en a pas fallu plus pour que l'organisation du tourisme en Iran (Iran's Cultural Heritage Tourism and Handicrafts Organization - CHTHO) qualifie ce travail d’« animation sur gobelet » et que la chèvre de Shahr-e Sokhteh soit portée au rang archéologique du précinéma. Mais il s'agit là encore d'une interprétation anachronique, car l'artiste potier n’a jamais pu assister à la reproduction concrète de ce mouvement supposé. D'une part cette reproduction du mouvement aurait nécessité une technologie trop développée pour les moyens techniques de l'époque et d'autre part, ainsi que le rappelle Yves Coppens, l'artiste potier et ses contemporains n'étaient pas habitués au spectacle d'images animées, spectacle qui fait partie intégrante de notre pensée d'Hommes des XXe et XXIe siècles.
En revanche, il est évident qu'il a dessiné ses vignettes en les ordonnant intentionnellement dans le sens du mouvement.

### Karagöz

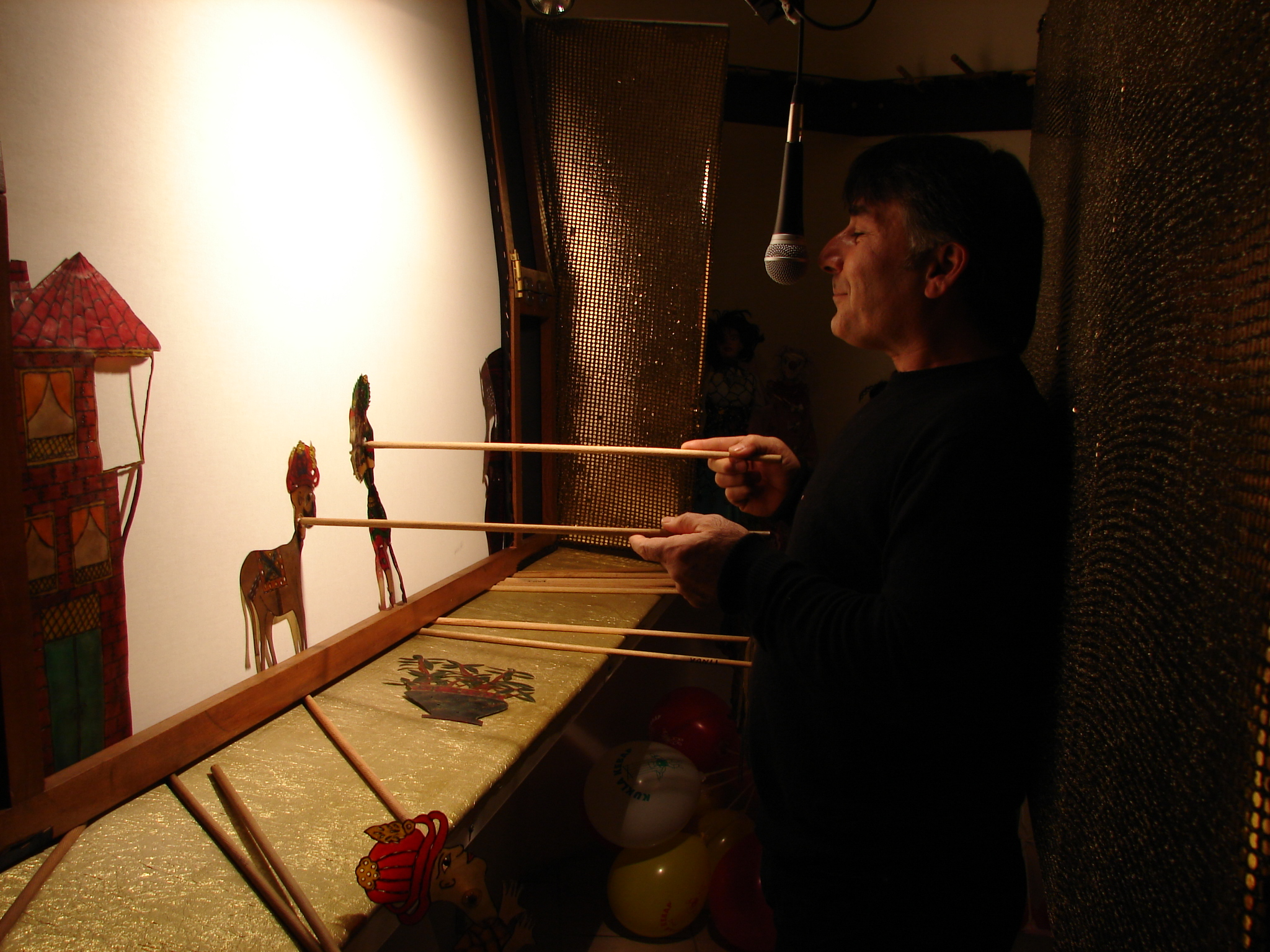
Karagös turc.

Dans le théâtre d’ombres, apparu sans doute en Asie au haut Moyen Âge, au IXe ou au Xe siècle, le mouvement n’est pas illusoire, il existe pour de bon. Les ombres chinoises ou Pi-Ying utilisent des figurines plates, soit opaques, soit translucides et colorées, fixées à une tige horizontale, plaquées contre un écran éclairé par une lampe à huile à travers lequel on les voit nettement. Ce moyen de raconter une histoire en identifiant un personnage à une silhouette mouvante, s'est très vite propagé dans le Sud-Est asiatique, notamment en Indonésie où il est nommé Wayang, au Proche-Orient et en Égypte entre le XIe et le XIIIe siècle, et enfin en Europe au XVIIIe siècle (Dominique Séraphin à Paris). Parmi les personnages les plus célèbres du théâtre d'ombres, on peut citer Karagöz en Turquie et Karaghiosis en Grèce.

### Bunraku
Le théâtre de marionnettes va plus loin dans le merveilleux, il repose sur l'illusion qu'un objet inanimé, une poupée en volume, est doué d'une conscience propre, conscience qu’il manifeste par des gestes qui en vérité lui sont communiqués par un ou plusieurs marionnettistes. Pour impulser ces mouvements, de multiples modes de manipulation existent, dont certains depuis plusieurs millénaires, en Égypte, en Inde ou en Chine notamment : indirects, par fils ou tiges, directs, par gaines ou par simple préhension (bunraku japonais). Mais là encore, le mouvement n’est pas illusoire, les marionnettes se meuvent réellement.

### «Diableries»

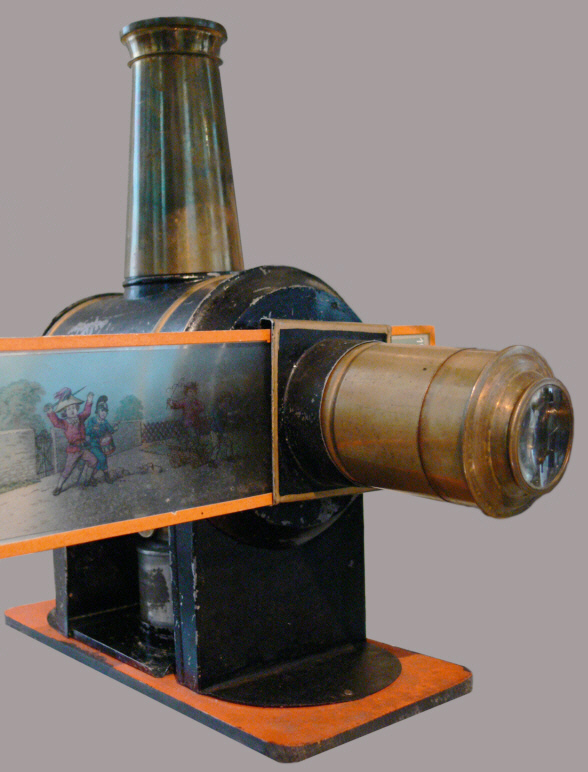
Lanterne magique.

À partir du XVIe siècle, se mit en place un procédé qui se perfectionnera d’un siècle à l’autre : la projection sur un écran de figures dessinées sur du verre, que l’on pouvait animer par diverses manipulations. C’est la découverte de la lanterne magique, qui sous-entendait la mise au point de la lentille optique capable de focaliser une image sur un écran. L’adaptation des ombres chinoises à la lanterne magique était une première possibilité d’animation de la scène. Une autre, tout à fait nouvelle, permettait de faire se succéder deux figures différentes à l’aide d’un couple de lanternes magiques dont la projection passait de l’une à l’autre grâce à un volet coupant l’un des faisceaux lumineux tout en découvrant le second (ce qui donne plus tard l’idée du fondu enchaîné à Georges Méliès, car il pratique ce genre de projection en duo de lanternes avant de découvrir avec enthousiasme le Cinématographe des frères Lumière).

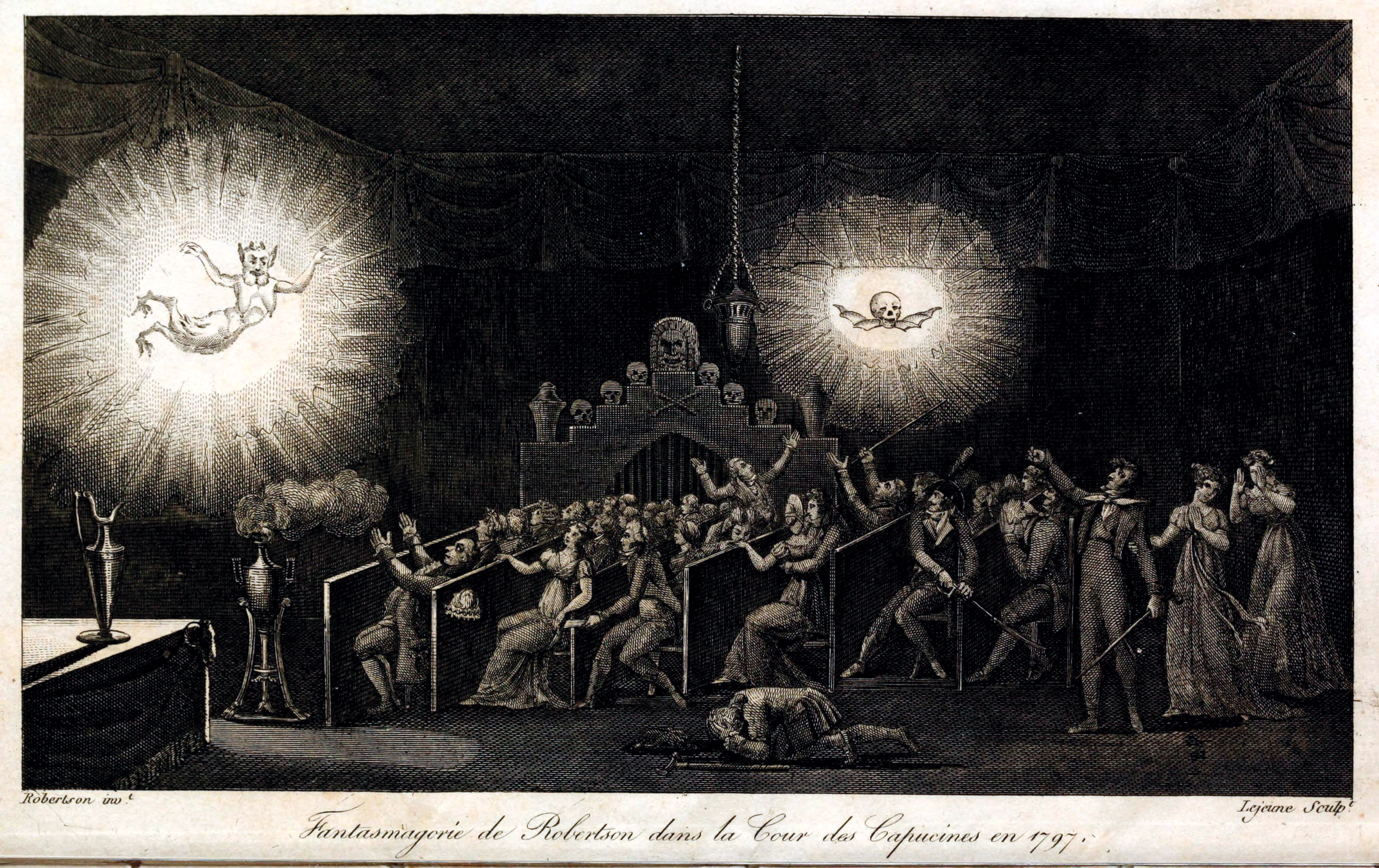
Projection fantasmagorique de Robertson (1797).

Les images projetées étaient choisies par leur côté mystérieux ou surnaturel, car les projections des premières lanternes étaient très peu lumineuses et exigeaient un local plongé dans l’obscurité, lieu propice à toutes les rêveries et les fantasmes. Des sujets fantastiques, comme des monstres, des diables, ou des anges, convenaient parfaitement à ces apparitions lugubres et macabres. Le public de ces projections avait tendance à y voir l’intervention de forces mystérieuses, une façon d’entrer en contact avec les forces du mal, d’où le frisson à la fois d’horreur et de jouissance au spectacle de ces formes qui naissaient du noir avant de s’estomper et de se métamorphoser en une autre forme. À tel point qu’un jésuite allemand, Athanasius Kircher, organisa à son tour, au XVIIe siècle, des projections au cours desquelles il démontrait à son public que les apparitions et les métamorphoses des lanternes magiques n’étaient que des phénomènes physiques parfaitement réductibles aux sciences optiques. Il publia en 1645 un volumineux livre (953 pages) où il exposait ses expérimentations : Ars magna lucis et umbrae (L’art magistral de la lumière et de l’ombre).
À la charnière des XVIIIe et XIXe siècles, c’est pourtant un abbé saltimbanque, Étienne-Gaspard Robert, dit Étienne Robertson, qui se vantait d’être en communication avec les esprits (spiritisme) et de lire dans les pensées des autres (télépathie), qui rencontra un immense succès en organisant d’habiles fantasmagories, des rétroprojections qui faisaient apparaître en divers points d’un lieu (y compris au milieu des spectateurs) des monstres ou des esprits qu’il venait d’invoquer. Ce Belge, spécialiste du paranormal, exploita ainsi la crédulité des gens, mais en vérité, ses victimes avaient payé pour jouir de leurs peurs…

## Reproduction du mouvement
À la suite des travaux des encyclopédistes, ces philosophes de la seconde moitié du XVIIIe siècle, qui s'étaient attelés à dresser un Dictionnaire raisonné des sciences, des arts et des métiers, c'est-à-dire de la somme de toutes les connaissances rationnelles humaines, dégagées de toute considération religieuse ou métaphysique, les recherches scientifiques sur les phénomènes optiques en général, et en particulier sur la perception visuelle humaine, ont poussé au XIXe siècle les inventeurs à diffuser des « jouets de salon », ce que l'on appelle par commodité le précinéma.

Le jouet optique explique scientifiquement les principes de notre perception du mouvement. Pour lutter contre l'idée métaphysicienne du regard qui « toucherait » l'objet observé, du regard que l'on darde sur quelqu'un et qui l'atteindrait comme le ferait un projectile (ce qu'on appelle par superstition le mauvais œil), la démonstration de l'inventeur d'un jouet optique affirme le contraire : les images que nous voyons viennent à notre rencontre sous la forme de rayonnements lumineux générés ou renvoyés par l'objet observé, qui frappent un organe réceptif spécifique, notre rétine, qui les traduit en impulsions électriques organiques envoyées aussitôt au cerveau qui les interprète. Lorsque les impulsions qui correspondent à l'objet observé proviennent d'une zone qui semble se déplacer sur notre rétine, le cerveau en déduit que l'objet est en mouvement. Lorsque, pour maintenir l'objet au centre de notre observation, nous tournons la tête et voyons défiler le décor derrière cet objet, là encore le cerveau déduit que l'objet se déplace. Ces impulsions ont une fréquence très rapide et le cerveau analyse chacune des impulsions comme une entité. 

Exemple d'effet bêta : un déplacement en avant et en arrière lors du visionnement d'une série d'images statiques et identiques, mais séparées d'environ 60 ms

Ce sont les différentes variations entre ces impulsions qui le conduisent à déterminer qu'un objet est fixe ou se déplace. Cette interprétation peut d'ailleurs le tromper, c'est ce qui provoque l'illusion d'optique, comme l'impression de partir alors que l'on est dans un train à l'arrêt et que le train voisin se met en route. C'est ce qu'on appelle « l'effet bêta », mis en évidence en 1912 par le psychologue allemand Max Wertheimer. La perception du mouvement à partir de ces objets parfaitement fixes que sont les dessins des jouets de salon, ou les photogrammes d'un film, est la perception d'un déplacement fictif, reconstitué par notre cerveau par l'effet bêta. Encore faut-il impulser le passage de l'un à l'autre de ces objets par une mécanique adéquate.

Exemple d'effet phi : une succession d'allumages qui donne l'illusion que l'on voit une balle en mouvement (parfois confondu avec l'effet bêta)

Les jouets optiques du XIXe siècle utilisaient des dessins imprimés sur du papier, ou peints sur des plaques de verre transparentes ou non. Ils mariaient l'initiation scientifique avec le plaisir de la découverte, souligné par le côté récréatif des sujets proposés. Il s'agissait d'éduquer les rejetons des classes aisées qui avaient les moyens d'acquérir ces objets coûteux. Le poète Baudelaire regrettait que leurs prix trop élevés les réservent aux plus fortunés.

### Appareils utilisant des dessins ou photographies sur papier
- 1825-1830 - le Thaumatrope (fig. 1), inventé en Europe conjointement par plusieurs chercheurs. Petit disque pivotant sur lui-même, en bois, carton, etc. décoré recto-verso de deux dessins que la rotation du disque, accroché sur son diamètre par deux ficelles, associe dans une même perception. Exemple : un oiseau, une cage : en mouvement, l'oiseau est prisonnier de la cage ; un glouton, un poulet rôti : en mouvement, le poulet est dans le ventre du gourmand, et mille autres sujets amusants pour ce jouet de surcroît économique.
- 1832 - le Phénakistiscope, inventé par le Belge Joseph Plateau. Disque rotatif en carton, sur lequel sont imprimés 12 ou 16 dessins, qui représentent les positions successives que prend un corps pour exécuter un geste. La vision du mouvement est obtenue par le spectateur en regardant, à travers des fentes qui séparent chaque vignette l'une de l'autre, le reflet du disque dans un miroir. Un modèle plus avancé, comportant un second disque solidaire du premier, et présentant une série de fentes analogues, permettait de se passer du miroir.
- 1832 - le Stroboscope, inventé par l'Autrichien Simon Stampfer. Disque rotatif à 12, 16, 18 et 24 dessins sur deux rangs, vus à travers des fentes. Identique au précédent.
- 1834 - le Zootrope (fig. 2) ou Zoetrope en anglais, inventé par l'Anglais William George Horner. Cylindre rotatif à l'intérieur duquel on dispose sur son pourtour 12 ou 18 dessins, séparés l'un de l'autre par des fentes. L'observateur regarde l'intérieur du cylindre par les fentes diamétralement opposées aux dessins.
- 1853 – le Kinesticope, inventé par l’Autrichien Franz von Uchatius. Appareil équipé d'une lanterne magique de projection qui projette en alternance deux dessins (deux positions d'un geste), donnant l'impression d'un mouvement.
- 1868 - le Folioscope (fig. 3), inventé par l'Anglais John Barnes Linnett. Empilement de 20, 30 ou 40 dessins effeuillés par le pouce.
- 1877 - le Praxinoscope (fig. 4), inventé par le Français Émile Reynaud. 12 vignettes dessinées contenues dans un cylindre en rotation, sur la paroi duquel elles ne sont pas appliquées directement mais séparées l'une de l'autre, formant un angle ouvert entre chaque vignette. Elles font face à une série de miroirs fixes (un par observateur), sur lesquels on observe le reflet de chaque vignette quand elle passe à la perpendiculaire du miroir.
- 1880 - le Praxinoscope à projection, adapté par Émile Reynaud d'après son Praxinoscope-théâtre (qui comprenait un petit décor représentant une scène de théâtre), qu'il a équipé d'une lanterne magique de projection.
- 1880 - le Zoopraxiscope (fig. 5), inventé par l'Anglais Eadweard Muybridge. Disque rotatif à 12 ou 16 dessins, identique dans son principe au zootrope, mais équipé d'une lanterne magique de projection.

fig. 1 : Thaumatrope
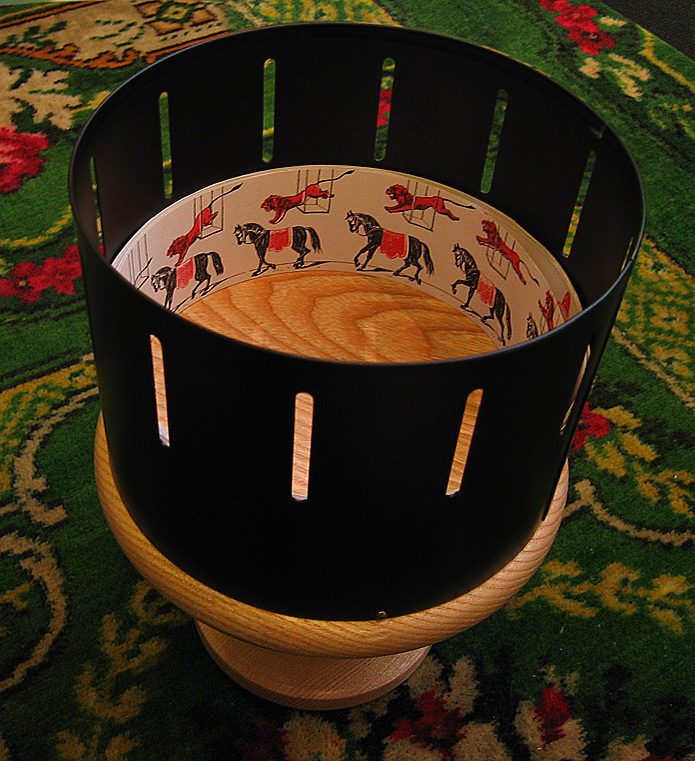
fig. 2 : Zootrope
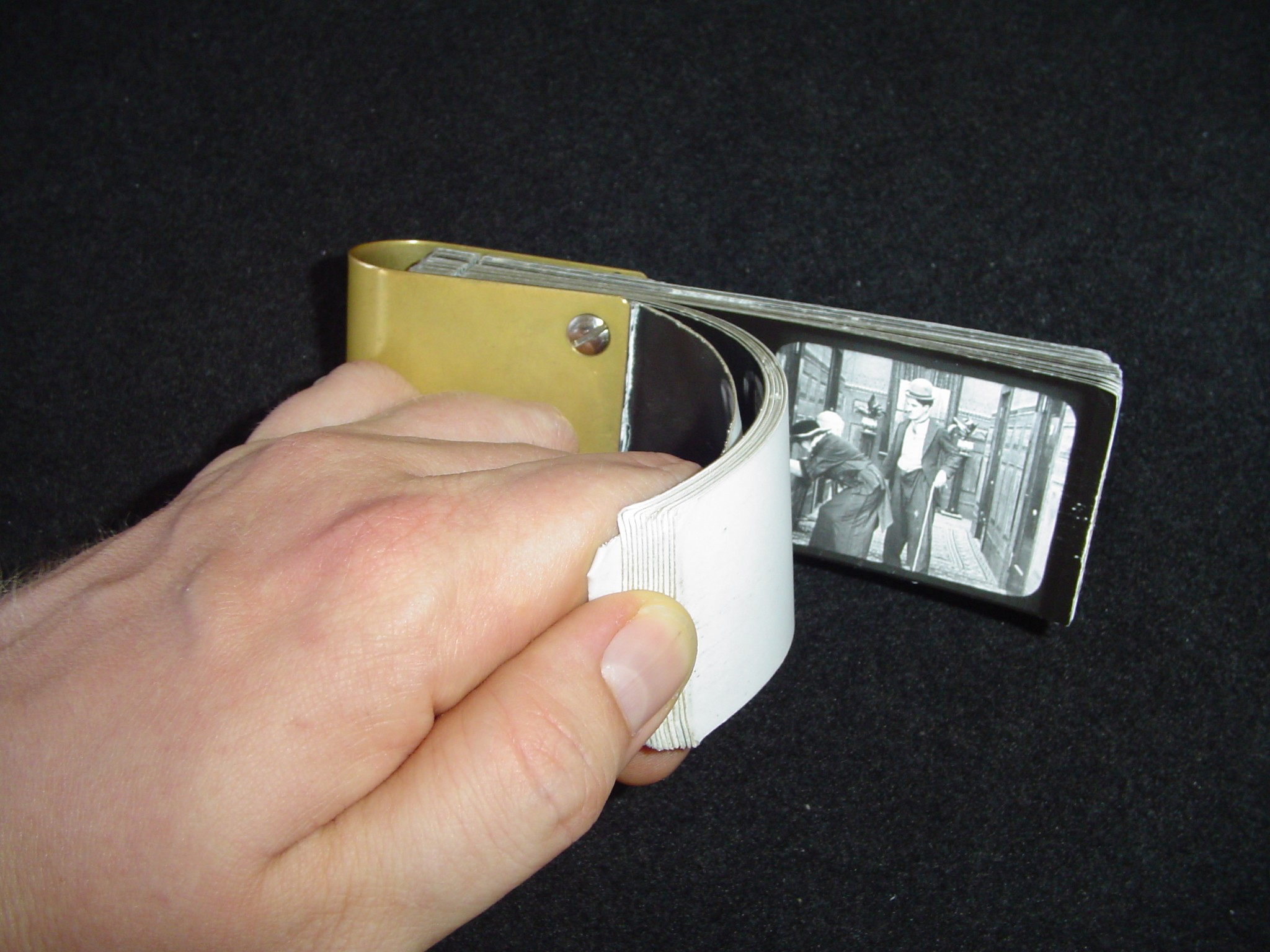
fig. 3 : Folioscope (tirages photographiques sur papier)
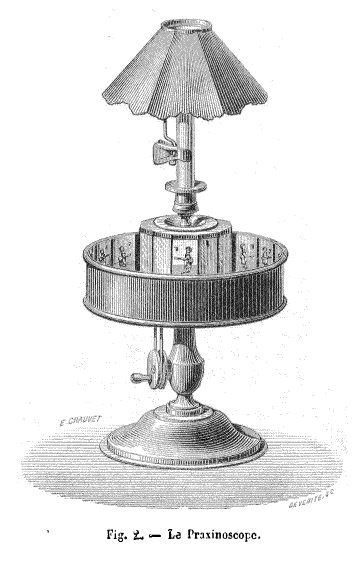
fig. 4 : Praxinoscope
fig. 5 : Zoopraxiscope à dessins

### Appareil utilisant des photographies transparentes
Le Zoopraxiscope est inventé en 1880 par le Britannique Eadweard Muybridge. La source de lumière est une lanterne magique de projection. Le disque rotatif comporte 12 ou 16 photographies sur plaques de verre, impressionnées par le procédé de la chronophotographie, rafale d'instantanés photographiques, mise au point par le Français Étienne-Jules Marey. 

Le rendu du Zoopraxiscope de Muybridge devait être assez proche de celui obtenu par le zootrope projecteur ci-dessous (image de droite) et, en tous cas, assez loin de l'animation gif moderne (image magnifique de gauche ci-dessous) :

Animation gif (moderne) des captations photographiques de Muybridge.
Animation gif montrant le rendu d'un zootrope projecteur.

## Débuts du cinéma

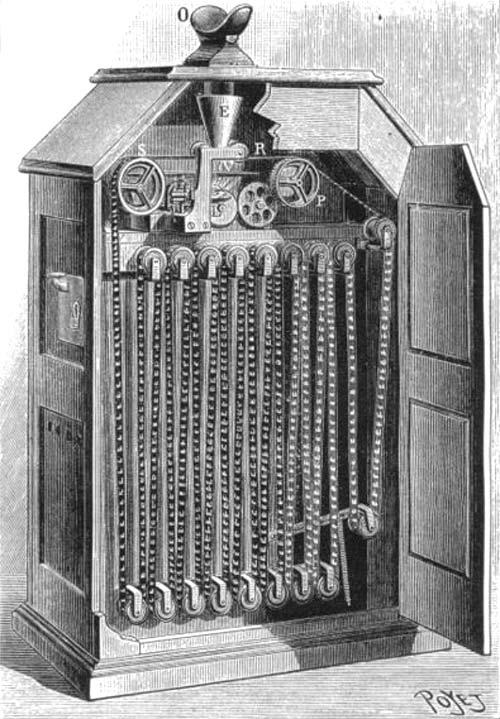
Kinétoscope ouvert, montrant les boucles du film (Gravure de Louis Poyet).

L'invention du cinéma, qui est le résultat d'un bouillonnement d'idées à la fin du XIXe siècle, est entreprise à partir du moment où un support souple et résistant (et non plus des plaques de verre, ou des feuilles ou des rubans de papier) est mis au point par l'Américain John Carbutt en 1887 et proposé dans le commerce par l'industriel George Eastman en 1888 sous la forme d'un ruban de 70 mm de large de nitrate de cellulose (celluloïd) dont la longueur n'est plus en principe une limitation de la durée du spectacle. Avec le « film », ainsi que le baptise William Kennedy Laurie Dickson, le spectacle cyclique des jouets de salon disparaît. La date de 1888 semble un bon repère pour arrêter la période du précinéma et ouvrir celle du cinéma.

### Kinétographe et Kinétoscope
Avec son assistant William Kennedy Laurie Dickson, secondé par William Heise, l'inventeur et industriel Thomas Alva Edison présente en 1891 deux nouvelles inventions. La caméra Kinétographe est la première caméra argentique du cinéma, qui enregistre des photogrammes sur une pellicule Eastman, d'abord de 19 mm de large, puis de 35 mm de large. « Edison fit accomplir au cinéma une étape décisive en créant le film moderne de 35 mm, à quatre paires de perforations par image ».
Le premier film de l'histoire du cinéma, Le Salut de Dickson (Dickson Greeting), dont la durée est de moins de dix secondes, dont il reste seulement deux secondes, a été tourné sur une pellicule test de 19 mm de large, avec une seule rangée de perforations, à raison de 6 perforations rectangulaires arrondies par photogramme. Le film, qui se déroule à l'horizontal, est vu individuellement par un œilleton, grâce au Kinétoscope, un grand coffre où le film est disposé en boucle. Cependant, le format 19 mm ne donne pas entière satisfaction (manque de stabilité verticale, d'autant que l'image est plus haute que large (format portrait). Edison et ses assistants choisissent alors d'agrandir la pellicule, et inventent ainsi le 35 mm à un jeu de quatre perforations de chaque côté de l'image. Edison fait breveter pour le monde entier la caméra, ainsi que le modèle des perforations rectangulaires, mais ne protège ses kinétoscopes qu'aux États-Unis, car il s'agissait pour lui d'un appareil provisoire, son grand rêve étant de coupler l'image et le son.

« Cent quarante-huit films sont tournés entre 1890 et septembre 1895 par Dickson et William Heise à l'intérieur d'un studio construit à West Orange, le "Black Maria", une structure montée sur rail, orientable selon le soleil. »

### Théâtre optique
En 1892, Émile Reynaud présente au public un appareil qu'il a mis patiemment au point en une quinzaine d'années de réflexions et d'essais. C'est le Musée Grévin de Paris qui a accepté d'héberger sa nouvelle invention. Sa machine est une chose tout à fait étrange : le Théâtre optique. Le public assiste au déroulement d'une histoire, projetée par Reynaud en personne sur un écran installé au Cabinet fantastique du musée, plongé dans l'obscurité totale. Un piano, tenu par un certain Gaston Paulin, accompagne le récit dans ses péripéties. Les personnages sont dessinés et ils bougent grâce à un mécanisme astucieux. Ce sont les premiers dessins animés du cinéma. Émile Reynaud les appelle des pantomimes lumineuses.
Le procédé ne fait pas partie du précinéma (malgré l'obstination de certains historiens et journalistes) dont chaque spectacle est cyclique et ne dure que 1 seconde, ou 2 tout au plus. Les « films » d'Edison-Dickson ne dépassent pas en durée 50 secondes et les futures « vues photographiques animées » de Louis Lumière seront tout aussi courtes. Les pantomimes lumineuses, elles, durent 1 minute 30, pour les plus courtes, 5 minutes pour les plus longues. De surcroît, Reynaud brode sur son histoire, et pratique – déjà – des ralentis, des accélérés, des marches arrière, et multiplient ce genre d'effets spéciaux en fonction de l'accueil du public, comme cela se pratique couramment au music-hall. Ainsi, la grosse dame qui plonge dans Autour d'une cabine peut sortir de l'eau, replonger, sortir, etc., au grand bonheur du public, et l'histoire reprend. Un petit chien peut aboyer, s'arrêter, reprendre ses aboiements, se taire, Reynaud aboie à sa place, le piano lui répond, bien que la partition soit écrite pour chaque pantomime lumineuse, de véritables et premières BO. Les séances, autour d'un seul titre, peuvent durer jusqu'à 15 minutes. Ce sont de véritables séances de cinéma.
Voici in extenso le film Pauvre Pierrot, premier dessin animé du cinéma, réalisé par Émile Reynaud en 1892. Restitué par Julien Pappé, avec le thème musical original de Gaston Paulin :

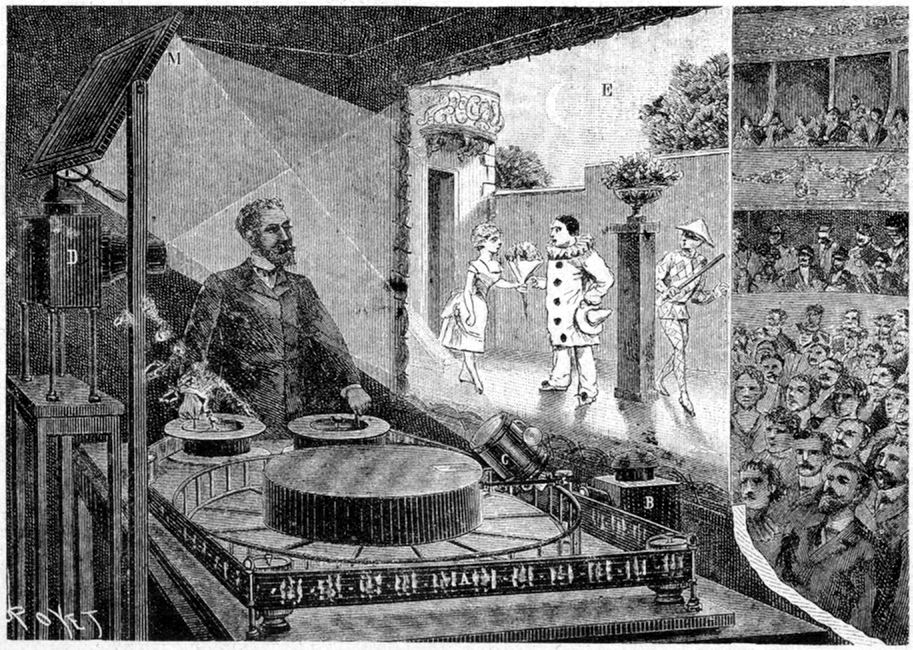
Émile Reynaud projetant Pauvre Pierrot dans son Théâtre optique (Gravure de Louis Poyet).

Émile Reynaud utilise des carrés de gélatine protégés de l'humidité par un recouvrement de gomme-laque, qui, mis bout à bout, forment une bande souple de 70 mm de large, vierge de toute émulsion photosensible, car Émile Reynaud peint ses personnages directement sur la pellicule (technique de l'animation sans caméra), avec des encres transparentes. Il dessine d'un côté à l'encre de Chine les personnages, puis les colorie sur la face opposée, comme dans la technique des cellulos qui sera développée bien plus tard. Son épouse appose de la peinture noire à l'extérieur du tracé des personnages, afin que la lumière ne puisse traverser (et projeter) que les dessins. Les images sont mises dans des cadres en papier fort souple (identiques aux cadres de diapositives) qui sont assemblés sur chaque bord par un jeu de fines lamelles métalliques souples recouvertes d'un tissu de protection. Entre chaque vignette, une perforation ronde du carton sert à entraîner le cylindre à miroirs central et permet la synchronisation de l'effet de compensation optique avec le défilement des dessins.
La pellicule est contenue dans une bobine à flasque disposée horizontalement, munie d'une manivelle, elle passe dans le faisceau d'une puissante lanterne de projection et atteint un cylindre comportant 48 miroirs, la lumière réfléchie par chaque miroir est déviée par un jeu de miroirs qui la dirige sur l'écran. Le décor, dessiné sur une plaque de verre, est projeté frontalement par une seconde lanterne, afin d'éviter un travail superflu et fastidieux de répétition du décor derrière chaque photogramme des personnages. Le décor apparaît ainsi légèrement en transparence dans la matière des personnages. Le cylindre bardé de miroirs est la partie mécanique fondamentale, c'est lui qui fait passer la projection d'une image à l'autre et assure l'indispensable obturation entre chaque photogramme pour effacer la persistance rétinienne (procédé de la compensation optique). C'est le film lui-même qui entraîne les ergots d'une couronne solidaire du cylindre, par le biais d'une perforation unique disposée entre chaque dessin.
La pellicule est réceptionnée par une seconde bobine à manivelle. L'opérateur mouline en même temps les deux bobines, il n'y a pas d'autres mécaniques.
Avant Louis Lumière, Émile Reynaud utilise dans la composition de ses scènes la profondeur de champ, le « jeu » des personnages se déroule en profondeur, tout en restant une mise en scène latérale.
Un seul inconvénient, et de taille, condamne l'invention de Reynaud : il n'est pas possible de faire des copies pour exploiter les pantomimes lumineuses dans d'autres salles, la pellicule couleur n'existe pas encore à l'époque. Et refaire à la main les quelques centaines de dessins que représente chaque histoire serait une folie d'un point de vue financier. Le Théâtre optique ne quittera pas le Musée Grévin. Quand la concurrence des Lumière se fait pressante, Reynaud tente d'utiliser le film photographique noir et blanc 35 mm, mais il ne reste rien alors de ses délicats dessins coloriés, et c'est un échec. Pourtant, Reynaud attire un demi million de spectateurs entre 1892 et 1900, ce qui est un résultat remarquable pour une seule salle de dimension modeste. Mais au bout du chemin, Émile Reynaud succombe au désespoir : il vend sa machine aux chiffonniers et lui-même va jeter à la Seine ses précieuses pantomimes lumineuses. Miraculeusement, deux bandes échappent à ce quasi suicide : Autour d'une cabine, et Pauvre Pierrot,.

### Cinématographie

La came excentrique déplace les griffes d'un jeu de perforations rondes à un autre. Non représentés sur l'animation : un bras porteur de deux rampes, tournant avec la came, réalise l'enfoncement des deux griffes et leur retrait.

En 1894, Antoine Lumière, le père d'Auguste et de Louis, fait un voyage à Paris, où il assiste à deux séances qui sont pour lui une révélation : une démonstration du kinétoscope, organisée par des envoyés de Thomas Edison et, à deux pas de là sur les grands boulevards, une projection sur un écran d'une des pantomimes lumineuses d'Émile Reynaud. Il revient à Lyon et convainc ses fils de tout miser sur l'étude d'une machine capable d'enregistrer des photographies en mouvement, et de les projeter en mouvement sur grand écran. En somme, il leur demande de faire une synthèse des découvertes d'Edison et de Reynaud. Le site de l'Institut Lumière est formel sur ce point d'histoire : « Il est bien difficile de déterminer précisément le moment à partir duquel les frères Lumière ont commencé à travailler sur la projection d’images animées, leurs souvenirs sur ce point étant contradictoires. Le Kinétoscope Edison est en revanche toujours cité comme point de départ de leurs réflexions visant à rendre visible par un public, et non plus individuellement, des images animées : ce n’est donc qu’à partir de septembre 1894 qu’ils ont pu, ou leur père Antoine, voir cette nouvelle attraction à Paris ».
Les deux frères Lumière, et plus exactement Louis Lumière réussissent à faire cette synthèse, et leur appareil de prise de vues, qui est aussi appareil de projection et tireuse de copies, est un succès. « Chaque frère œuvre de son côté, mais, jusqu’en 1918, tous leurs travaux seront signés de leurs deux prénoms. Cette communauté de labeur se double d’une parfaite entente fraternelle. Les deux frères, qui ont épousé deux sœurs, vivent dans les appartements symétriques d’une même villa. Des années durant, l’opinion publique a évoqué le couple légendaire des « frères Lumière », unis dans la célébrité comme dans la vie ». La société Lumière alimente le marché de leur caméra Cinématographe avec des « vues photographiques animées », ainsi que Louis Lumière nomme ses bobineaux de 35 mm dont les perforations ne sont pas celles que nous connaissons aujourd'hui (double jeu de 4 perforations rectangulaires par photogramme), mais des perforations rondes, à raison de deux par photogramme qui s'appellent bien entendu les perforations Lumière. Les perforations d'Edison étaient protégées par des brevets internationaux.
Les Lumière ne sont pas des « saltimbanques », ils reconnaissent volontiers qu'ils ne sont pas des spécialistes du spectacle. D'ailleurs, dès 1902, ils arrêtent toute production de films.

## Invention de l'animation sur pellicule photographique
En avril 1906, le premier dessin animé sur support argentique de l'histoire du cinéma est l'œuvre de James Stuart Blackton, l'un des fondateurs de la Vitagraph Company : Humorous Phases of Funny Faces (Phases amusantes de figures rigolotes). Le film dure 3 minutes, Blackton le qualifie de lightning sketch (sketch éclair). Le dessin est tracé en blanc à la craie sur un tableau noir. La main de l'animateur dessine le portrait d'un jeune bourgeois au crâne dégarni, puis une jeune femme plutôt jolie. Les deux jeunes gens s'envoient des sourires et des clins d'œil. Rapidement, ils vieillissent. Le couple s'enlaidit. Le mari fume un gros cigare et souffle la fumée au nez de son épouse grimaçante. Elle disparaît dans un nuage épais, la main de l'animateur efface alors ce couple peu sympathique. Les lettres du générique elles-mêmes sont animées.
Blackton a inauguré une sorte de retour à la photographie. Excepté le début, quand il met en place le dessin des personnages, et à la fin, quand il efface tout, le film est tourné photogramme après photogramme, à la manière d’un appareil photo, grâce à ce qu’on nomme le « tour de manivelle », un tour de la manivelle de la caméra déplace la pellicule d'un seul pas d'image (4 perforations) et enregistre un unique photogramme. « Ce procédé fut appelé en France "mouvement américain". Il était encore inconnu en Europe ».
Blackton expérimente la technique voisine de la pixilation, avec The Haunted Hotel, où l'on voit sur une table la préparation miraculeuse d'un petit déjeuner, sans aucune intervention humaine : le couteau découpe lui-même les tartines, le café se verse tout seul, et le lait qui déborde de la tasse apporte avec lui un petit pantin, responsable sans doute de ce service invisible. Tout cela grâce au « mouvement américain », image par image.
Le procédé avait été découvert cinq ans auparavant, dans un autre but : le super accéléré. En 1901, un certain F.S. Armitage (de l'American Mutoscope and Biograph Company a l’idée de concentrer en moins de deux minutes la Démolition du Star Théâtre à New York (Demolishing and Building Up the Star Theatre). Pendant les quelques semaines que prend cette opération, la caméra reste au même endroit, bien calée, filmant à travers la fenêtre d’un immeuble placé juste en face. Le premier jour, le cinéaste prend à cadence normale quelques secondes du va-et-vient habituel de la circulation, les calèches, les chariots, et la foule des piétons. Ensuite, durant huit heures chaque jour (pour éviter les basses lumières et la nuit), une image est prise toutes les demi-heures. Une journée passe donc à l’écran en une seconde (à la cadence de l'époque du muet : 16 images par seconde), les ombres portées tournoient à grand vitesse, les piétons s’activent comme des insectes. Le store d’une boutique s’ouvre et se ferme à un rythme infernal. Les étages du Star Théâtre disparaissent l'un après l'autre. Quand seuls subsistent des monceaux de pierres que des fardiers débarrassent, un autre morceau du film à vitesse normale montre les piétons, indifférents aux ruines, qui vaquent à leurs occupations. Ce film était destiné à une exploitation selon le procédé du folioscope sur les mutoscopes de l'American Mutoscope and Biograph Company, société fondée entre autres par William Kennedy Laurie Dickson, le premier réalisateur de cinéma, transfuge de l'Edison Manufacturing Company, et co-inventeur de la première caméra argentique, la caméra Kinétographe (1891).
En 1907, le dessinateur français Émile Courtet, (dit Émile Cohl), vient de tourner une joyeuse Course aux potirons, entièrement basée sur un trucage, la marche arrière. L'argument tient en quelques mots : une famille de potirons remonte en bondissant une rue pentue, chaque cucurbitacée, d'un bond agile, entre par les fenêtres ouvertes du rez-de-chaussée et les habitants sont ébahis de voir débouler chez eux cette manne inattendue. En réalité, Émile Cohl a filmé en marche arrière un lâcher de potirons qui a dévalé la pente en bondissant entre les maisons. Pour les plans où elles pénètrent par les fenêtres, les cucurbitacées ont été jetées de l'intérieur, et la marche arrière a fait le reste !
En 1908, Émile Cohl perce le mystère du « mouvement américain ». Il dessine à l'encre de Chine sur des feuilles de papier blanc des personnages semblables à ceux de James Stuart Blackton, mais avec le talent d'un dessinateur professionnel. Il fait un contretype du négatif (où les blancs sont noirs et les noirs sont blancs), de façon à donner l'impression que le dessin a été exécuté à la craie sur un tableau noir, coup de chapeau à son modèle, le film de Blackton, mais aussi au spectacle de foire et de music-hall, où le dessin à la craie amusait le public, en développant des formes inattendues qui se transformaient par rajouts successifs en d'autres formes amusantes. C'est Fantasmagorie, son premier dessin animé, produit par la Gaumont. Projeté pour la première fois le 17 août 1908 au Théâtre du Gymnase à Paris. Émile Cohl se rend aux États-Unis à partir de 1912, où il travaille pour les studios de Fort Lee, non loin de New York.

## Techniques de dessin animé traditionnelles

### Règle à tenons
Pour réaliser un dessin animé, l'opérateur enregistre une image de chaque dessin représentant le personnage dans l'une des phases d'un mouvement décomposé en 16 ou 24 positions pour une seconde de film (à l'époque du muet, il faut compter 16 dessins différents par seconde, et 24 dessins par seconde pour le cinéma sonore). Il effeuille une pile de dessins qu'il présente un par un devant l'objectif de la caméra, dans l'ordre chronologique. Les premiers animateurs ont rapidement trouvé plus pratique de fixer la caméra au-dessus du plan de travail, filmant à la verticale, ce qui leur permettait de manipuler leurs dessins à plat, sous l'objectif de prise de vues. Ils ont eu aussi à résoudre un problème de positionnement des différents dessins au moment où ils les filmaient image par image. Raoul Barré, un animateur canadien, et William « Bill » Nolan, animateur américain, mirent au point en 1912 un système efficace de repérage des dessins : la règle à tenons (peg bar) qui simplifia leur travail et qui est encore utilisée de nos jours. Les feuilles de papier sont perforées en haut ou en bas du dessin. Ces perforations s'adaptent très exactement aux chevilles métalliques d'une règle fixée aussi bien à demeure sous la caméra que sur la table de travail de l'animateur, ou sur les postes des coloristes. Les dessins filmés n'ont donc pas tendance à « flotter » les uns par rapport aux autres et se superposent avec précision.

### Cellulo
John Randolph Bray et Earl Hurd inventent en 1914 la technique du cellulo (cell en anglais). Ils utilisent le même support transparent que le film 35 mm — le nitrate de cellulose, ou celluloïd, remplacé plus tard par un produit non inflammable, le triacétate de cellulose — sous la forme de feuilles. Les éléments destinés à être animés sont dessinés directement sur ces dernières, les couleurs étant peintes au verso, et la transparence du matériau permet de combiner le sujet animé et le décor peint, qui lui est statique.

### Processus
En quelques années, la fabrication des dessins animés se standardise autour des mêmes techniques. Va s'ajouter bientôt la couleur. En 1920, Bray est le premier à présenter un film d'animation tourné avec une pellicule couleur : The Debut of Thomas Cat (en). Le prix élevé des premiers procédés de couleur, et leur chromatisme incomplet, font que cet essai ne soit pas repris par d'autres réalisateurs.
Walt Disney passe un accord avec la société Technicolor en 1932, et réalise l'une de ses Silly Symphonies, Des arbres et des fleurs avec ce procédé qui sied à merveille aux couleurs des dessins à la gouache.
Animateurs
Sous la direction d'un réalisateur qui envisage l'ensemble du récit, les animateurs (key animators) dessinent le projet au crayon sur du papier calque, dont la transparence leur permet d'animer, c'est-à-dire de déterminer les positions clés des personnages en action, et d'indiquer le nombre de photogrammes à filmer, donc le nombre de dessins à produire en fonction de la vitesse désirée pour un mouvement. Les grosses productions, comme Disney, prévoient un animateur différent pour chaque personnage, qui connaît ainsi par cœur le dessin et les mimiques de "son" personnage, auquel il est invité à s'identifier. Chacun des animateurs travaille sur un calque différent que sa transparence permet d'empiler sur les autres.
Intervallistes et cleaners
Un autre animateur intervient ensuite, c'est l'intervalliste, qui dessine les dessins intermédiaires entre chaque position clé. Les calques, réalisé au crayon, sont alors filmés image par image, ce qui permet de vérifier la qualité de l'animation et éventuellement de la corriger. Les calques définitivement acceptés sont confiés à des dessinateurs méticuleux, les cleaners qui, munis de gants pour éviter de laisser des traces de doigts, reproduisent à l'encre de Chine chaque dessin sur les cells. On obtient le layout (prononcé léaoute), les contours des personnages à raison de 16 ou 24 dessins par seconde.
Coloristes

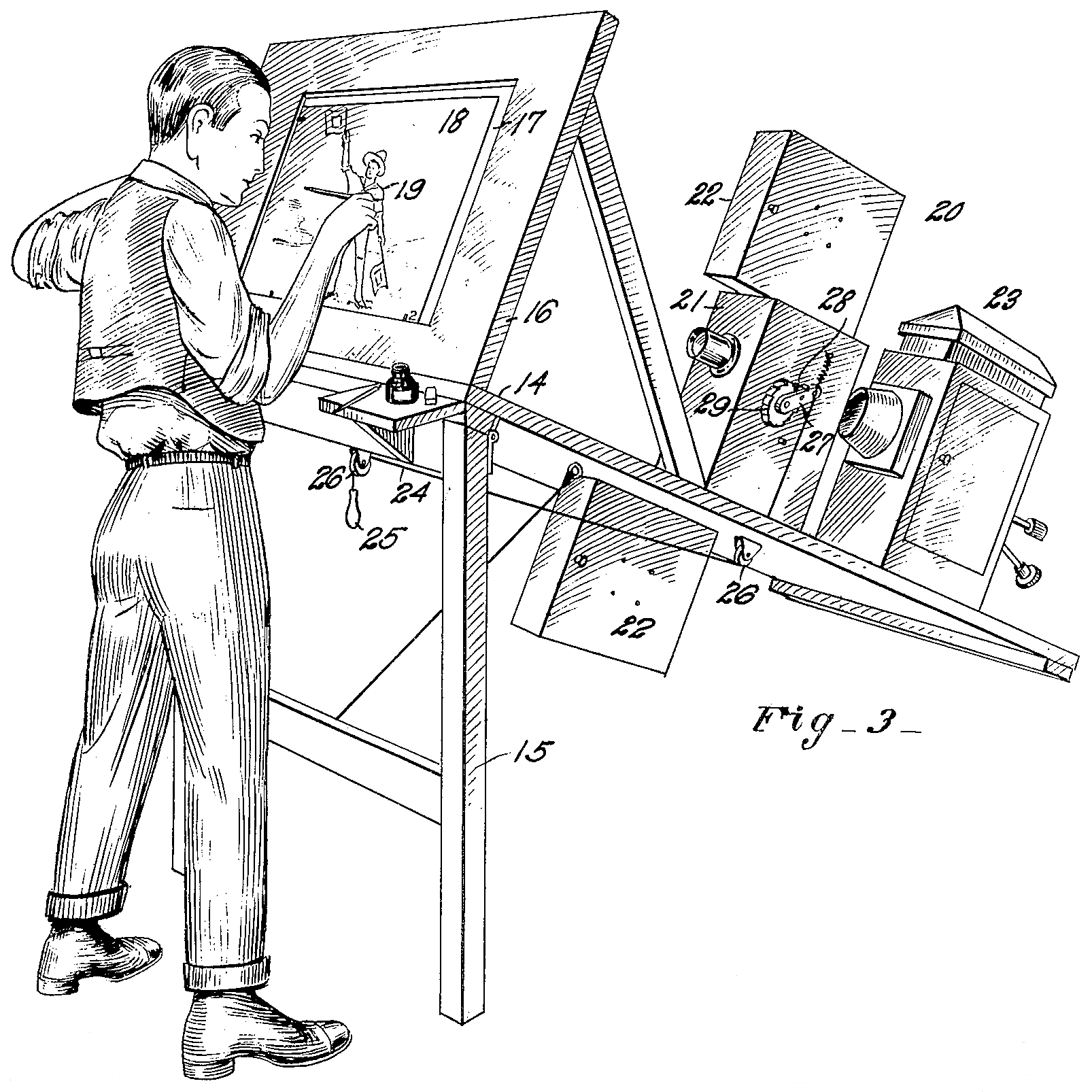
Rotoscope de Fleischer

Les cellulos sont repris par des coloristes (au XXe siècle, un métier typiquement féminin) qui posent les gouaches sur leur envers, afin de ne pas déborder sur le tracé à l'encre de Chine (une technique identique à celle de la peinture sur verre). En général, pour éviter des manipulations hasardeuses, les coloristes sont nombreuses et chacune applique une seule couleur. Pour des raisons d'économie, le décor derrière les personnages est dessiné et colorié en un seul exemplaire sur papier, positionné une fois pour toutes sous la pile des différents cellulos comportant les personnages. Les parties du décor qui doivent changer, bouger, ou être manipulées par les personnages, sont en revanche absentes du background et sont animées sur cellulos au même titre que les personnages.

### Rotoscopie
Max Fleischer invente en 1915 un dispositif qui permet une grande précision dans l'animation des mouvements d'un personnage, et un gain important de temps : la rotoscopie. Le rotoscope projette par rétroprojection sur une vitre dépolie chaque image d'un film-modèle (les mouvements effectués par un comédien en chair et en os, ou un animal), ou les différentes positions standardisées d'un personnage (model sheet) que l'animateur peut ainsi recopier sur les cellulos qu'il installe un par un à la règle à tenons fixée sur la vitre. Comme le fait remarquer l'historien du film d'animation, Olivier Cotte, le Rotoscope a toujours eu mauvaise presse puisqu’il évacue la création pure du mouvement, essence de l’animation, au profit de la copie ou réinterprétation d’une prise de vues réelles.

### Xérographie
Ub Iwerks adopte la xérographie pour réduire les couts de production des films d'animation des studios Disney en abandonnant l'encrage à la main pour Les 101 Dalmatiens en 1961. Bien que l'aspect sommaire et brouillon n'ait pas été apprécié par Walt Disney, cela n'empêche pas le film à connaitre le succès auprès de la critique et du public pour le studio. Au milieu des années 1970, les studios Disney adoptent le nouveau toner gris des machines Xerox pour Les Aventures de Bernard et Bianca afin de recréer la délicatesse des films d'animation encrés à la main.

## Succès international du dessin animé
Le dessinateur américain le plus célèbre du début du XXe siècle, Winsor McCay, créateur de Little Nemo, se lance à son tour dans la réalisation de dessins animés et présente Gertie the Dinosaur en 1914. Le dessin animé est certainement la branche de l’animation qui a connu le plus gros succès populaire, dû notamment à quelques animateurs de renommée mondiale : Walt Disney, Tex Avery, auteurs pour l’un de Mickey Mouse et Donald Duck, et pour l’autre de Droopy, de Daffy Duck, de The Wolf.
En Europe, on compte également d’excellents auteurs de dessins animés comme Julius Pinschewer, Bruno Bozzetto, Jiří Trnka, John Halas, qui ont pris d’autres directions que les Américains cités plus haut.

## Industrialisation

### «Studio system»
C'est un peu plus tard au début du XXe siècle (à préciser, mais vers 1930), que le « Studio system » est développé aux États-Unis par les frères Fleischer et John Randolph Bray pour la production de dessins animés pour l'armée américaine.
En effet, à la suite du naufrage du Lusitania, coulé par un sous-marin allemand, l'Amérique s'engage dans la Première Guerre mondiale sans préavis. Il lui faut donc former très rapidement des soldats à diverses manœuvres. C'est alors que J.R. Bray, avec « la patte » des frères Fleischer — précurseurs indéniables des techniques de l'animation moderne — a l'idée d'utiliser l'animation pour accélérer cette formation militaire. On dit qu'« un dessin vaut mieux qu'un long discours », lorsqu'il est animé, c'est encore plus vrai. Il perçoit donc des fonds de l'état-major de l'armée pour développer cette technique et la mettre en œuvre le plus rapidement possible.
Le principe est simple. Diviser le travail en plusieurs sections indépendantes un peu à la manière d’une chaîne de montage. Ainsi, au lieu de faire une animation en entier, chaque personne occupe un poste précis. Parmi ceux-ci se trouve ; les animateurs, les « cleaners » pour la mise au propre des dessins, les coloristes, les cadreurs, etc.
Les résultats sont là, et le tour est joué. Après la guerre, et même durant, le studio Fleischer naît, et va poursuivre l'aventure en produisant plusieurs films et séries d'animation : Koko le Clown, Betty Boop, Popeye the Sailor Man, Superman. Ils seront même les premiers à produire un long métrage - Les Voyages de Gulliver. Ce film ne sortira qu'en 1939, car privés des droits d'exploitation du Technicolor acquis par Walt Disney pour la sortie de Blanche-Neige et les Sept Nains en 1937, les Fleischer doivent utiliser une autre technologie, le Stéréo Color. La synthèse des couleurs est moins précise, ce qui a pour conséquence de forcer les rouges vers le carmin (limite marron).

### Longs métrages
Les premiers longs métrages d'animation furent créés en Argentine, dès les années 1910 avec El Apóstol en 1917 et Sin dejar rastros, en Europe, il fallut attendre 1926 pour voir le premier long métrage d'animation avec Les Aventures du prince Ahmed, réalisation allemande de Lotte Reiniger utilisant la technique du papier découpé.
L'URSS innova en 1935 avec Le Nouveau Gulliver, mêlant prise de vues réelle avec acteur et animation en volume, avec marionnettes articulées, qui fut un succès international. Deux ans après, en 1937, le succès de ce long métrage incita différents réalisateurs internationaux à animer des longs métrages ; Die sieben Raben film de marionnettes allemand, Blanche-Neige et les Sept Nains dessin animé de Walt Disney, puis Le Roman de Renard de Ladislas Starewitch, réalisé en France.
En Asie, le premier long métrage d'animation fut La Princesse à l'éventail de fer, dessin animé réalisé en Chine, sorti en 1941.

## Le cinéma d'animation en Europe
- Histoire de l'animation française
- Histoire de l'animation espagnole

## Explosion de la production japonaise
Quelque temps après l’industrialisation du cinéma en Amérique arrivèrent les séries japonaises appelées anime (prononcer : animés), et inspirées des bandes dessinées manga, avec notamment Le Roi Léo et Astro, le petit robot de Osamu Tezuka ; les techniques d'animation simplifiée créées par Hanna Barbera sont importées au Japon par Osamu Tezuka qui les améliore pour réutiliser davantage les dessins. C'est le début de l'explosion de l'anime qui dépassera rapidement le cartoon américain en quantité de production aux dépens de la fluidité de l'animation. L'anime japonais apporte de plus un certain travail sur les prises de vues très important dans le dessin animé (animation pseudo-3D, plans rapprochés, etc.).
Plutôt que de courtes histoires, comme dans les séries de Cartoon, certains anime sont construits en forme de feuilletons, comme Candy ou des adaptations de romans célèbres comme Tom Sawyer ou Sans Famille. L'arrivée de Goldorak a changé la donne en 1978 provoquant la colère des ménagères jugeant les dessins trop violents et qui finiront par avoir gain de cause avec l'arrêt du Club Dorothée en 1997. D'autres anime comme Jeanne et Serge ont pour trame de fond le milieu sportif. L'erreur de cible faite par le Club Dorothée a créé une réputation de violence et de mauvaise qualité aux anime (les « japoniaiseries »). Si la production est effectivement de qualité inégale (la fringale des téléspectateurs incite à une production de masse disponible rapidement), il existe des séries de qualité. On peut citer l'exemple des studios Ghibli et de l'un de ses fondateurs, Hayao Miyazaki, qui sont à l'origine de quelques-uns des plus grands succès populaires et critiques du cinéma d'animation moderne[réf. nécessaire]. Une des principales difficultés pour juger est le décalage culturel entre le Japon et l'Europe.

## Diversité des techniques dans le monde
Alors que les studios des États-Unis et le Japon se concentrent sur l'industrialisation de l'animation, au Canada, en Amérique du Sud, en Europe et dans le reste de l'Asie, continuent le développement et les innovations des techniques artisanales et artistiques de l'animation. Le Canadien Norman McLaren par exemple continue les innovations de ses prédécesseurs français en faisant du cinéma d'animation expérimental. Il développe notamment des techniques de grattage ou peinture sur pellicule permettant de créer des effets sonores. Ses innovations concernent de nombreux domaines et techniques de l'animation.

### Animation par ordinateur
La première animation par ordinateur a été créée dans les années 1970. En 1972, Edwin Catmull, physicien et étudiant en informatique, crée une version numérique de sa main gauche qui est sans doute l’une des toutes premières animations par ordinateur. Les techniques utilisées pour l’animation par ordinateur de cette main présentent un certain nombre de bases utilisées pour l'animation par ordinateur contemporaine.
Les studios d'animation Pixar ont révolutionné l'animation par ordinateur avec des films tels que ceux de la suite Toy Story (depuis 1995).

## Séries télévisées
Peu après le développement de la télévision, quelques séries firent leur apparition; et ce fut l'explosion de l'industrie des séries de dessin animé pour enfant, comme les séries des Américains Hanna Barbera. En France, la majorité de la production du film d'animation pour enfants utilisait alors d'autres techniques comme les marionnettes (il s'agit de l'animation en volume) : (Chapi Chapo, Aglaé et Sidonie, Le Manège enchanté, Colargol, etc.).

### Développement
La production américaine a été rapidement très importante en volume et en diversité, grâce notamment aux dessins animés des studios Hanna Barbera. L'Europe a aussi à son actif plusieurs séries marquantes telles que Colargol ou Les Shadoks. La production de séries animées a par la suite connu un développement spectaculaire en Asie dans les années 1970 avec les prémices de ce qui allait devenir la vague Manga, avec des titres tels que Le Roi Léo, Goldorak, Albator ou Candy.

### Élargissement du public
Dans les années 1990, la production a commencé à chercher à élargir l'audience de ces dessins animés en ne s'adressant plus uniquement aux enfants, mais également aux adolescents et aux adultes. Le succès emblématique de cette démarche est la série américaine Les Simpson qui connaît un succès sans précédent dans l'histoire du dessin animé télévisé. En effet, en 2013, elle atteint 25 années d'existence, ce qui constitue un record. En 1991, Ren et Stimpy change les codes du dessin animé pour la télévision et devient la série d'animation diffusée sur le câble la plus populaire aux États-Unis. Programmée comme une série d'animation pour enfants, elle est controversée pour son humour noire et ses références sexuelles. D'autres séries suivront son exemple, voire abandonneront carrément la « cible » des enfants, comme la série South Park ou Les Rois du Texas. Il faut signaler également le cas inattendu d'une série spécifiquement destinée aux enfants qui, par la qualité de sa production et de son humour, a largement dépassé l'audience attendue et compte en moyenne un tiers d'adultes parmi ses spectateurs : Bob l'éponge.

## Numérique
Depuis peu, l'apport du travail numérique a révolutionné le travail du dessin animé, tant au niveau de l'animation 2D, avec le gouachage qui est systématiquement fait par ordinateur et l'aide au line test, qu'au niveau de la synthèse d'images en 3D, qui permet d'obtenir un rendu proche de celui que l'on pouvait obtenir facilement sur des cellulos. Ce travail sur ordinateur a également permis de libérer un peu la palette et les détails utilisés pour les personnages qui étaient toujours limités à quelques couleurs pour des raisons de production de couleur identique, et de quelques niveaux d'ombrage.
Le numérique a également considérablement abaissé les coûts de production, et le home studio du dessin animé a commencé à faire son apparition. Aujourd'hui plusieurs dessins animés professionnels sont réalisés avec un budget matériel et logiciel très bas, notamment, grâce au prix très bas des appareils photo numériques et des scanners. Des logiciels vectoriels comme Flash, mais également, des outils destinés à la base à de l'illustration (comme The GIMP ou Photoshop), permettent également le compositing d'image. Un dérivé de GIMP, appelé Filmgimp puis CinePaint, a d'ailleurs été développé et est utilisé par quelques-uns des plus gros studios d'animation (Rhythm'n'hues, Sony, etc.). Il s'est spécialisé dans le compositing d'animation et permet un travail avec une plus grande précision au niveau des couleurs que GIMP ou Photoshop ; de plus, il est disponible gratuitement, puisqu'il garde la licence libre de GIMP.

### Outil numérique, un outil polyvalent
Le travail sur ordinateur peut intervenir à différents niveaux :
- L'artiste peut dessiner sur papier ou cellulo puis numériser son œuvre via un scanneur ou un appareil photographique numérique. Il peut aussi, dessiner directement sur son ordinateur en utilisant une tablette graphique
- L'artiste peut mettre son travail en couleur via la palette graphique, ou modifier les couleurs existantes par étalonnage numérique.
- L'artiste peut aussi modéliser son œuvre en trois dimensions, et appliquer des filtres (type cel-shading) pour obtenir un rendu plus proche du dessin animé classique.
- Le travail de composition permet d'utiliser des éléments de différentes sources (ex. Personnage en 3 dimensions dans un décor en 2 dimensions).
- L'animation peut être réalisée par la juxtaposition d'images dessinées ou par la synthèse des images d'une séquence (Rendu d'une animation 3D, animation vectorielle, morphage, etc.).
- L'ordinateur permet de réaliser l'étape du montage audio-vidéo, et toute la postproduction (effets spéciaux, doublage).
- Le réseau Internet peut servir à diffuser une œuvre en tant que récit sur support numérique.